# John F. Reynolds
John Fulton Reynolds (Lancaster, Lancaster megye, 1820. szeptember 20. – Gettysburg, 1863. július 1.) amerikai hivatásos katona, a polgárháborúban az északiak vezérőrnagya, aki a Gettysburgi csatában esett el napra pontosan 22 évvel azután, hogy elvégezte a katonai akadémiát.

## Pályafutása
John Fulton Reynolds Lancasterben, mintegy 75 kilométerre Gettysburgtől született egy 11 gyerekes családban. 1837-ben apja barátja, a leendő elnök, James Buchanan juttatta be a West Point katonai akadémiára, ahol  1841-ben végzett, ötvenfős osztályában a 26. helyen. A 3. tüzérezredhez vezényelték, és a következő négy évben atlanti parti laktanyákban – Fort McHenry (Baltimore), Fort Pickens és Fort Marion (Florida), Fort Moultrie Charleston – szolgált.
Részt vett a mexikói–amerikai háborúban, parancsnoka Zachary Taylor tábornok volt. Kétszer is kitüntették lovagiasság miatt. A Buena Vista-i csatában az általa irányított tüzérség megakadályozta, hogy az ellenség lovassága átkarolja az amerikai sereget, és ezzel visszavonulásra kényszerítette azt.
A háborút követő 14 évet helyőrségi szolgálattal töltötte a Fort Preble-ben (Maine), a Fort Lafayette-ben (New York) és a Fort Ortfordban (Oregon). Ebben az időben vette feleségül Catherine Mary Hewittot. Reynolds katolikus, felesége protestáns volt, ezért a házasságot titokban tartották. 1860. szeptembertől 1861. júniusig a West Pont kadéthadteste parancsnoka volt.
Reynolds mentora, James Buchanan rabszolgaságpárti politikáját támogatta. A John Brown-féle portyázásokat úgy kommentálta, hogy ha néhánnyal több abolicionistát akasztanának fel, akkor az véget vetne az agitációnak egy időre. Annak ellenére, hogy ellene volt a rabszolga-felszabadításnak, elkötelezett híve volt az Amerikai Egyesült Államoknak.

## A polgárháborúban
A polgárháború elején, 1861. augusztus 20-án dandártábornoknak nevezték ki. A hétnapos hadjárat idején az 1. pennsylvaniai tartalékdandárt vezette a Beaver Dam Creek-i csatában és a Gaines' Mill-i ütközetben. Az utóbbit követően a kimerült Reynolds aludni próbált az ellenséges vonalak mögött, amikor korábbi bajtársa, Daniel Harvey Hill fogságába esett. A déli tábornok azzal vigasztalta, hogy ne vegye szívére fogságba kerülését, mert ilyen a háború természete.
Augusztusban kicserélték egy déli fogolyra, és Reynolds már a pennsylvaniai tartalékhadosztályt irányította a második Bull Run-i csatában. Reynolds a hátvéddel ellentámadást indított a déliek ellen, amivel az északiak időt nyertek a rendeződésre, és sikerült elkerülniük a teljes összeomlást. Amikor Robert E. Lee betört Marylandbe, a pánikba esett Andrew Curtin pennsylvaniai kormányzónak sikerült elérnie, hogy kinevezzék a helyi milícia élére.
Miután visszatért a sereghez, az 1. hadosztályt irányította a fredericksburgi ütközetben. Miután Joseph Hooker tábornokot kinevezték a hadsereg élére, ő vette át az Első Hadtest irányítását. A chancellorsville-i csata után azon tábornokok közé tartozott, akik Hooker leváltását sürgették. Ezután Washingtonban rendelték Abraham Lincolnhoz. Az elnök felajánlotta neki a Potomac hadsereg főparancsnoki posztját, de Reynolds elutasította, mert nem akarta, hogy elődjeihez hasonlóan az ő munkájába is beleavatkozzanak a fővárosban. Lincoln nem szándékozott feladni a hadsereg feletti polgári ellenőrzést, és Reynolds barátját és beosztottját, George G. Meade tábornokot nevezte ki.
A gettysburgi csatában az északiak balszárnyát vezette. Július 1-jén egységei kerültek először harcérintkezésbe a déliekkel. Reynolds ezt írta Meade-nek: Hüvelykről hüvelykre harcolni fogok vele (Lee-vel), és ha beszorít a városba, el fogom barikádozni az utcákat, és amilyen sokáig csak lehetséges, feltartom.
Reynolds, amikor a 2. wisconsini gyalogezreddel John Buford tábornok csapatainak felmentésére sietett, fejlövést kapott, és elesett. Ő volt a legmagasabb rangú hősi halottja az ütközetnek

## Emlékezete
Bronzszobra, amelyhez az alapanyagot konföderációs ágyúk beolvasztásával nyerték, a Gettysburgi Nemzeti Temetőben áll, ez volt az első fémszobor a sírkertben. Lovas szobra a philadelphiai városháza előtt áll, egy emlékkövet pedig arra a helyre állítottak, ahol a halálos lövést kapta. Szobra van a Pennsylvania-emlékművön is.